# Hexametilén-diamin
A hexametilén-diamin egy, a diaminok közé tartozó szerves vegyület, melynek képlete H2N(CH2)6NH2. Standard körülmények között színtelen, szilárd kristályos anyag, szaga a piperidinére emlékeztet. A vegyület a poliamidok, köztük a nejlon gyártásának fontos alapanyaga, és évente körülbelül egymillió tonnányit állítanak elő belőle.

## Előállítás
A hexametilén-diamint iparilag az adiponitril hidrogénezésével állítják elő:
NC(CH2)4CN  +  4 H2   →    H2N(CH2)6NH2
A hidrogénezés két különböző módszer alapján történhet. Az egyik, DuPont által kifejlesztett eljárásban a hidrogénezést ammónia jelenlétében, 250 bar nyomáson végzik vas katalizátor jelenlétében. Egy másik eljárásban a hidrogénezés oldószer nélkül, 40 bar nyomáson történik, kis mennyiségekben adagolt alkálifém-hidroxidokkal Raney-nikkel katalizátor jelenlétében.

## Felhasználás
A hexametilén-diamint szinte kizárólag polimerek előállítására használják. Az előállított diamin legnagyobb részét a nejlon 66 előállítására használják, mely az adipinsavval való polikondenzációval történik. Felhasználják még hexametilén-diizocianát (HDI) gyártására, ami a poliuretánok egyik alapanyaga.

## Fordítás
Ez a szócikk részben vagy egészben  a   Hexamethylenediamine című angol Wikipédia-szócikk ezen változatának fordításán alapul.  Az eredeti cikk szerkesztőit annak laptörténete sorolja fel. Ez a jelzés csupán a megfogalmazás eredetét és a szerzői jogokat jelzi, nem szolgál a cikkben szereplő információk forrásmegjelöléseként.